# Petronella Oortman
Petronella Oortman (1656-1716) est une Néerlandaise, dont la maison de poupée, minutieusement aménagée, fait partie de la collection permanente du Rijksmuseum à Amsterdam. Sa maison de poupée a inspiré le roman Miniaturiste (2014) de Jessie Burton.
Petronella Oortman ne doit pas être confondue avec son homonyme Petronella Oortmans-de-la-Cour (en) (1624-1707), qui, a aussi possédé une maison de poupée maintenant dans la collection du Centraal Museum, Utrecht,.

## Biographie

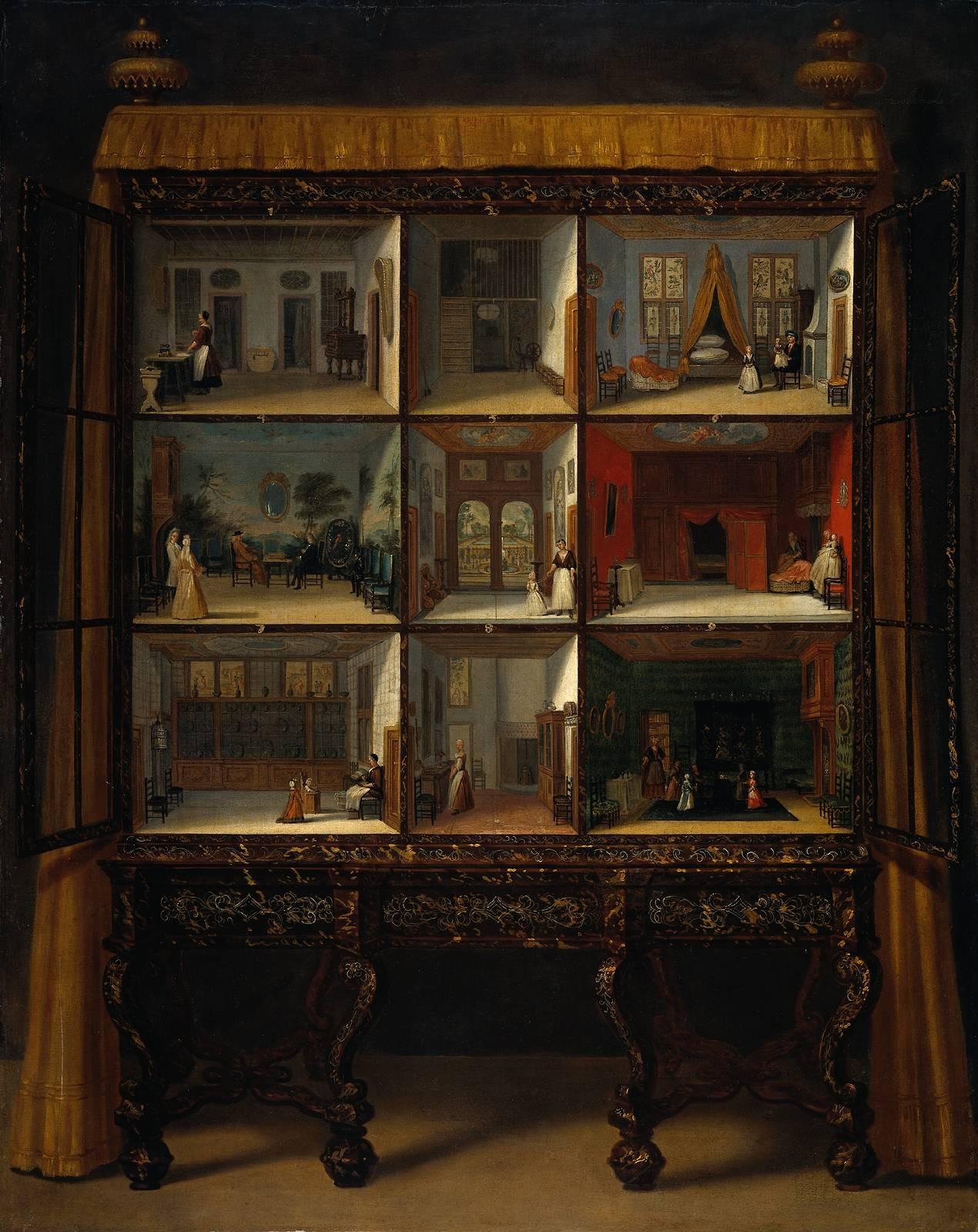
La maison de poupées, peinte par Jacob Appel, 1710.

Petronella Oortman est la riche veuve d'un marchand de soie, Johannes Brandt, avec qui elle vécut dans la Warmoesstraat à Amsterdam . Comme les autres femmes riches d'Amsterdam, elle a construit une maison de poupée dont elle a aménagé, entre 1686 et 1710, la décoration avec des matériaux et des miniatures coûteux. À cette époque, les gentilshommes possèdent souvent des « cabinets de curiosités » où ils conservent des collections de divers objets acquis au cours de leur vie et de leurs voyages : en effet, un cabinet peut être vu dans la petite salle de réception (qui peut aussi servir de salon funéraire) en bas à droite de la maison de poupée. De même, dans l'Amsterdam de l'âge d'or néerlandais, leurs riches épouses créent aussi des maisons de poupée, symboles de leur statut social. L'emplacement exact de la maison d'Oortman dans le Warmooestraat n'est plus connu et les opinions diffèrent quant à l'exactitude de la réplique qu'en est la maison de poupée, mais elle aurait représenté les rêves et les aspirations d'Oortman. On devait montrer aux visiteurs de la famille toutes les fonctionnalités de la maison de poupée au cours de séances qui duraient toute la soirée.
Après la mort d'Oortman, la maison de poupée fut transmise à sa fille Hendrina et, après 1743, au frère de celle-ci, Jan. Selon Hendrina, sa mère a dépensé quelque 30 000 florins pour sa maison de poupée, une somme énorme certainement suffisante à l'époque pour acheter une maison de canal (grachtenpand). Cependant, un inventaire de Jan estime sa juste valeur à 700 florins. À titre de comparaison, la maison de poupées de son homonyme Petronella Oortmans-de-la-Cour, pour laquelle 1 600 pièces de mobilier, des peintures et 28 poupées ont été commandées, a été vendue en 1744, pour 1 200 florins,. Déjà célèbre au XVIIIe siècle, la maison de poupée d'Oortman a été achetée par l'État en 1821 et acquise par le Rijksmuseum en 1875. Une peinture de la maison de poupée a été faite en 1710 par Jacob Appel.

### La maison de poupée
La maison de poupée est composée de neuf chambres. L'état actuel des chambres est encore très semblable à la peinture d'Appel, bien que de toutes les poupées de cire, seule subsiste celle de l'enfant dans la nursery. Manquent aussi les vêtements des poupées, qui étaient encore visibles dans une photographie des années 1950. Willem Frederiksz van Royen a peint une fresque murale dans la salle de jeu, et Johannes Voorhout décoré de la tapisserie de la salle . Des objets en porcelaine ont été commandés en Chine.
Il existe différents comptes rendus selon lesquels Pierre le Grand a tenté d'acheter une telle maison de poupée. Harry Donga suggère que celle d'Oortman était une commande de Christoffel van Brants (nl) pour Pierre le Grand ; le tsar de Russie a séjourné dans la famille van Brants pendant quelques jours lors de sa deuxième visite aux Pays-Bas, mais, apparemment, le tsar partit à la suite d'une dispute au sujet du prix de 30 000 florins exigé par van Brants.